# Politica Estoniei
Estonia este o democrație constituțională, cu un președinte ales de parlamentul unicameral o dată la patru ani. Guvernul, sau puterea executivă, e format din primul ministru, numit de președinte, și un cabinet de 14 miniștri. Guvernul este numit de președinte după aprobare din partea parlamentului. 

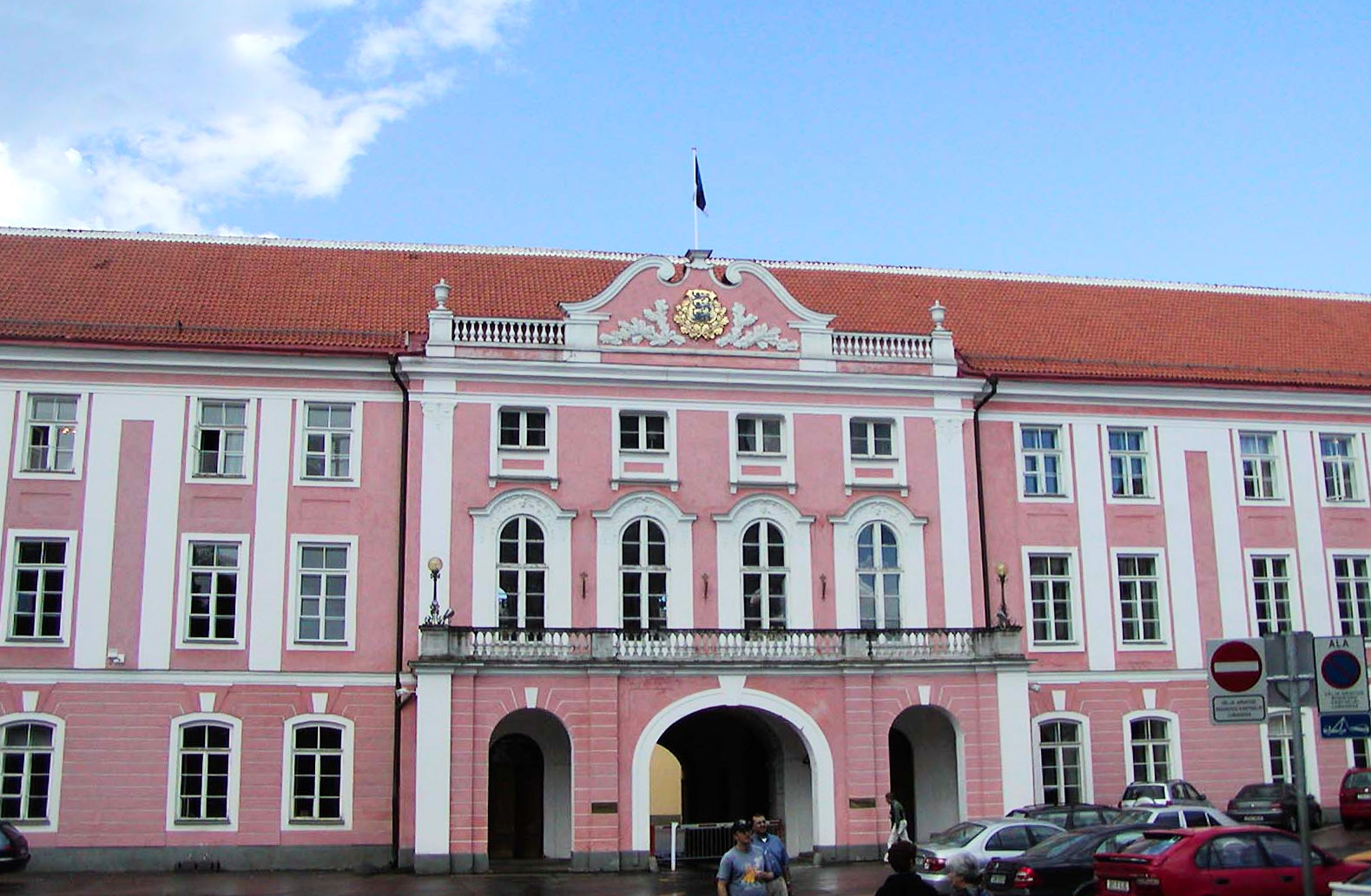
Clădirea parlamentului eston în Tallinn

Puterea legislativă aparține parlamentului unicameral, numit Riigikogu, care are 101 locuri. Membrii sunt aleși prin vot universal, pentru mandate de patru ani. Curtea supremă de justiție este Curtea Națională, sau Riigikohus, cu 19 judecători, al căror șef este numit pe viață de parlament la nominalizarea președintelui.
Votul prin internet a fost deja utilizat în cadrul alegerilor locale în Estonia, iar legislatorii au autorizat de asemenea utilizarea votului prin internet în cadrul alegerilor parlamentare. 
Constituția Estoniei a fost adoptată la data de 28 iunie 1992.

## Vezi și
- Guvernul eston în exil